# Hellmut Riegraf
Hellmut Riegraf (* 4. Februar 1909 in Heilbronn; † 30. April 1988 ebenda) war Politiker und Widerstandskämpfer innerhalb der Kaiser/Riegraf-Gruppe sowie Geograph.

## Leben
Hellmut Riegraf wurde 1909 als Sohn des Heilbronner SPD-Stadtrats Ernst Riegraf (1880–1957) geboren. 1931 trat er der KPD bei, erhielt 1933 Berufsverbot, wurde Widerstandskämpfer in der Kaiser/Riegraf-Gruppe und nach der Zerschlagung der Gruppe 1938 zu einer Freiheitsstrafe von drei Jahren und sechs Monaten verurteilt.
In den Jahren 1945/46 arbeitete er im Heilbronner Arbeitsamt, zuerst als Stellvertreter, dann vom 16. Mai 1945 bis zum 30. Juni 1946 als Leiter des Amtes. 1947 zog Riegraf nach Potsdam und wurde dort promoviert. Seine Dissertation aus dem Jahr 1951 trägt den Titel Die agrargeographische Landschaft des nordöstlichen Württemberg. Später arbeitete er als Dozent an der Universität Berlin und an der PH Potsdam und verfasste mehrere Lehrbücher für den schulischen Geographieunterricht. Er erlangte später den Grad eines Professors für ökonomische Geographie und arbeitete als solcher bis zu seiner Pensionierung 1969. 1974 kehrte Riegraf in seine Geburtsstadt zurück.
Riegraf war mit Lore Riegraf, geb. Sixt (1915–1990) verheiratet. Sein Nachlass befindet sich im Stadtarchiv Heilbronn.